# 창덕궁
창덕궁(昌德宮)은 대한민국 서울특별시의 북악산 왼쪽 봉우리인 응봉자락에 자리 잡고 있는 조선 시대 궁궐로 동쪽으로 창경궁과 맞닿아 있다. 경복궁의 동쪽에 있어서 조선 시대에는 창경궁과 더불어 동궐(東闕)이라 불렀다. 창덕궁은 비교적 원형이 잘 보존되어 있는 중요한 고궁이며, 특히 창덕궁 후원은 한국의 유일한 궁궐후원이라는 점과 한국의 정원을 대표한다는 점에서 그 가치가 높다. 1997년에 유네스코가 지정한 세계문화유산으로 등록되었다.
창덕궁은 고려 시대 궁궐의 전통을 이어받았고, 개성의 송악산의 만월대처럼 자연 지형에 맞추어 산자락에 지어졌다. 보통 궁궐은 인위적으로 존엄성과 권위를 드러내도록 건축되지만 창덕궁은 이러한 얽매임 없이 북악산의 줄기인 응봉의 산자락 생긴 모양에 맞추어 적절하게 궁궐의 기능을 배치하였다.
창덕궁은 정궁인 경복궁보다 오히려 더 많이 쓰인 궁궐이다. 임진왜란 때 경복궁이 화재에 의해 소실된 이후 다시 지어졌고, 1868년 경복궁이 다시 지어질 때까지 경복궁의 역할을 대체하여 임금이 거처하며 나라를 다스리는 정궁이 되었다. 일제강점기에 많은 부분이 손실 되었으나, 조선 후기에 그린 《동궐도》와 1900년에 그려진 《동궐도형》을 참조하여 복원이 진행되고 있다.

## 역사

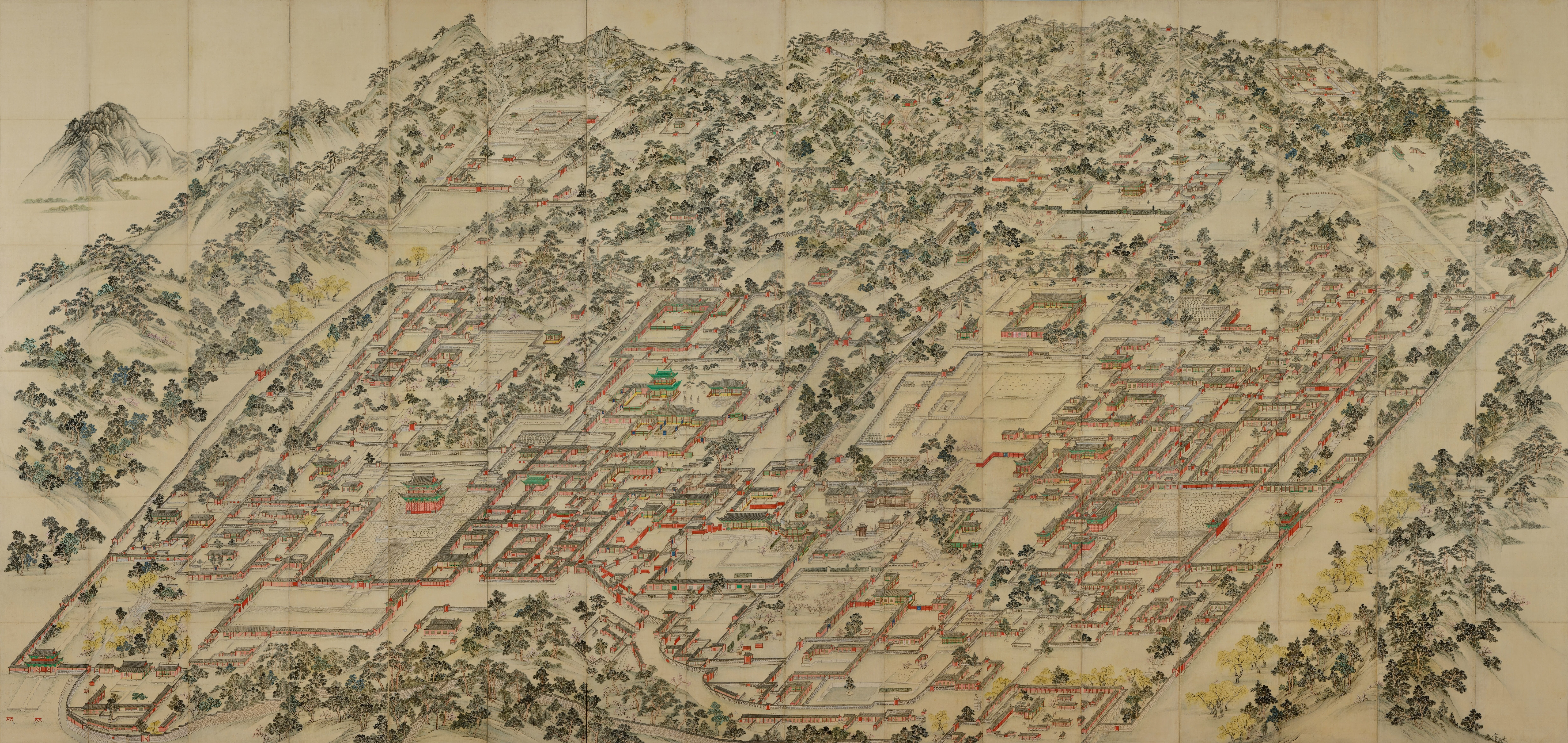
1820년대 후반 창덕궁의 모습을 그린 《동궐도》 동아대학교 소장본

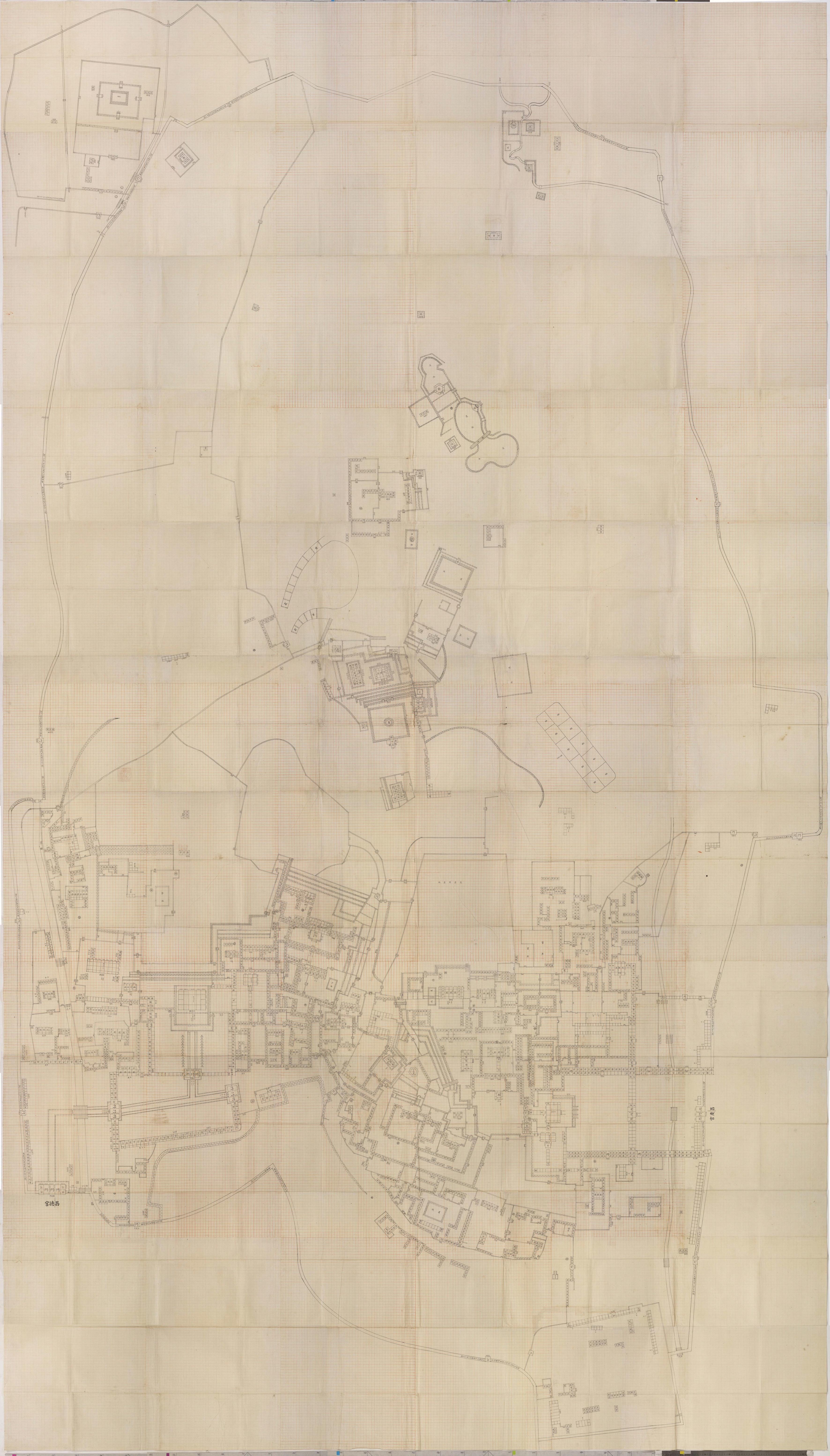
1908년 즈음의 창덕궁과 창경궁의 모습이 그려진 〈동궐도형〉

창덕궁은 태종 5년(1405년) 경복궁에 이어 두 번째로 세워진 조선의 궁궐이다. 1392년 태조 이성계가 개경에 있던 고려 궁궐 수창궁에서 왕위에 올라 조선을 건국한 뒤, 재위 3년(1394년)에 수도를 한양으로 옮기고 이듬해에 조선의 법궁으로 경복궁을 세웠다. 그러나 건국 직후 왕위 계승권을 둘러싼 왕자와 공신 세력 사이의 갈등으로 왕자의 난이 두 차례나 일어나 경복궁의 지위는 흔들리게 되었다.
이방원이 옹립한 정종은 권력 투쟁이 벌어지는 와중에 재위 2년(1400년)에 한양의 지세가 좋지 않다며 도읍을 다시 개경으로 옮겼다. 그 뒤 정종에게서 양위받은 태종이 재위 5년(1405년)에 다시 한양으로 환도하면서, 정궁인 경복궁을 비워두고 경복궁 동쪽 향고동에 궁궐을 새로 지어 '창덕궁'이라 이름지었다. 1408년 태조는 이 궁에서 죽었다. 태종 11년(1411년)에 진선문과 금천교, 이듬해에 돈화문에 이어 여러 전각이 차례로 들어서면서 창덕궁은 점차 궁궐의 모습을 갖추어갔다.
창덕궁은 500여 년 조선 역사에서 가장 오랫동안 임금이 거처한 궁궐이었다. 공식적으로 조선의 법궁은 경복궁이었으나, 조선 초기부터 여러 임금이 경복궁을 기피하여 창덕궁이 그 자리를 대신할 때가 많았다. 특히 태종은 왕위를 위해 이복동생을 죽인 곳인데다, 자신의 정적 정도전이 주동하여 건설한 경복궁을 꺼림칙하게 여겼다
창덕궁의 위상은 임진왜란으로 더욱 확고해졌다. 선조 25년 1592년에 임진왜란이 일어나 서울에 있던 모든 궁궐이 불타버리자, 선조 38년(1605년)부터 재건 준비를 시작하여 광해군 원년(1609년) 10월에 인정전 등 주요 전각이 거의 복구되었으며, 이때 공사가 완벽하지는 않았는지 이듬해 2월부터 다시 공사가 진행되어 9월에 완료되었다. 이후 역대 왕들은 창덕궁에서 주로 정무를 보게 된다.
인조 반정으로 궁궐 대부분이 소실, 조선 인조 25년 1647년에 재건하였는데 인조는 한편 후원에 여러 정자와 연못을 조성하였다. 숙종 30년(1704년) 12월에 대보단이 조성되었으며, 정조는 인정전에 품계석을 세우고 후원에 부용지를 중심으로 부용정, 주합루, 서향각을 세우고, 국내외 서적을 보관하기 위하여 열고관, 개유와, 서고를 지었다. 순조의 아들 효명세자는 의두합과 연경당을 지어 오늘날의 후원 모습을 마무리하였으며, 헌종은 짧은 재위 기간 동안 낙선재, 석복헌, 수강재를 건설하여 오늘에 이르고 있다.
조선 말기에는 서구의 문물을 도입하면서 창덕궁에서도 서양식의 전등이나 차고가 설치되기도 하였다. 대한제국 시기인 1907년에는 순종이 즉위 후 이곳으로 이어하여 황궁이 되었다.
일제강점기에는 돈화문 앞에 도로가 생겨 창덕궁과 종묘가 갈라졌으며, 주요 전각 외의 여러 건물이 대부분 헐리는 등 궁궐이 크게 훼손되었다. 1912년부터는 창덕궁의 후원과 아울러 인정전(仁政殿) 등의 중심부와 낙선재(樂善齋) 등이 창경궁과 함께 일반에 공개되었다. 1917년에는 대조전과 희정당 같은 핵심 전각이 소실되었으며, 이 곳을 재건하기 위하여 1918년에 조선총독부와 이왕직에서는 경복궁 교태전, 강녕전과 그 앞의 행각을 헐어다 창덕궁으로 개조·이건하였다. 1921년에 일제는 대보단을 없애고 그 자리에 신 선원전을 지었다.
해방 이후에도 창덕궁은 한동안 그대로 방치되었으며, 주변에는 민가와 학교, 대형 건물이 들어섰다. 그러나 1990년대 이후 복원 작업이 진행되었으며, 1997년에는 조형미와 주변환경과의 조화를 인정받아 유네스코 세계문화유산으로 등록되었다.
2022년 7월에는 서울시가 ‘창경궁-종묘 연결 역사복원사업’을 통해 창경궁과 종묘 사이를 가르던 율곡로를 지하화해 상부에 녹지를 조성하고 끊어졌던 녹지축을 연결했다. 궁궐담장길 중간에는 임금이 비공식적으로 창경궁에서 종묘로 갈 때 이용했던 북신문을 규모와 형태가 가장 유사한 창경궁의 동문인 월근문을 참고해 복원했다.

## 건축과 구조

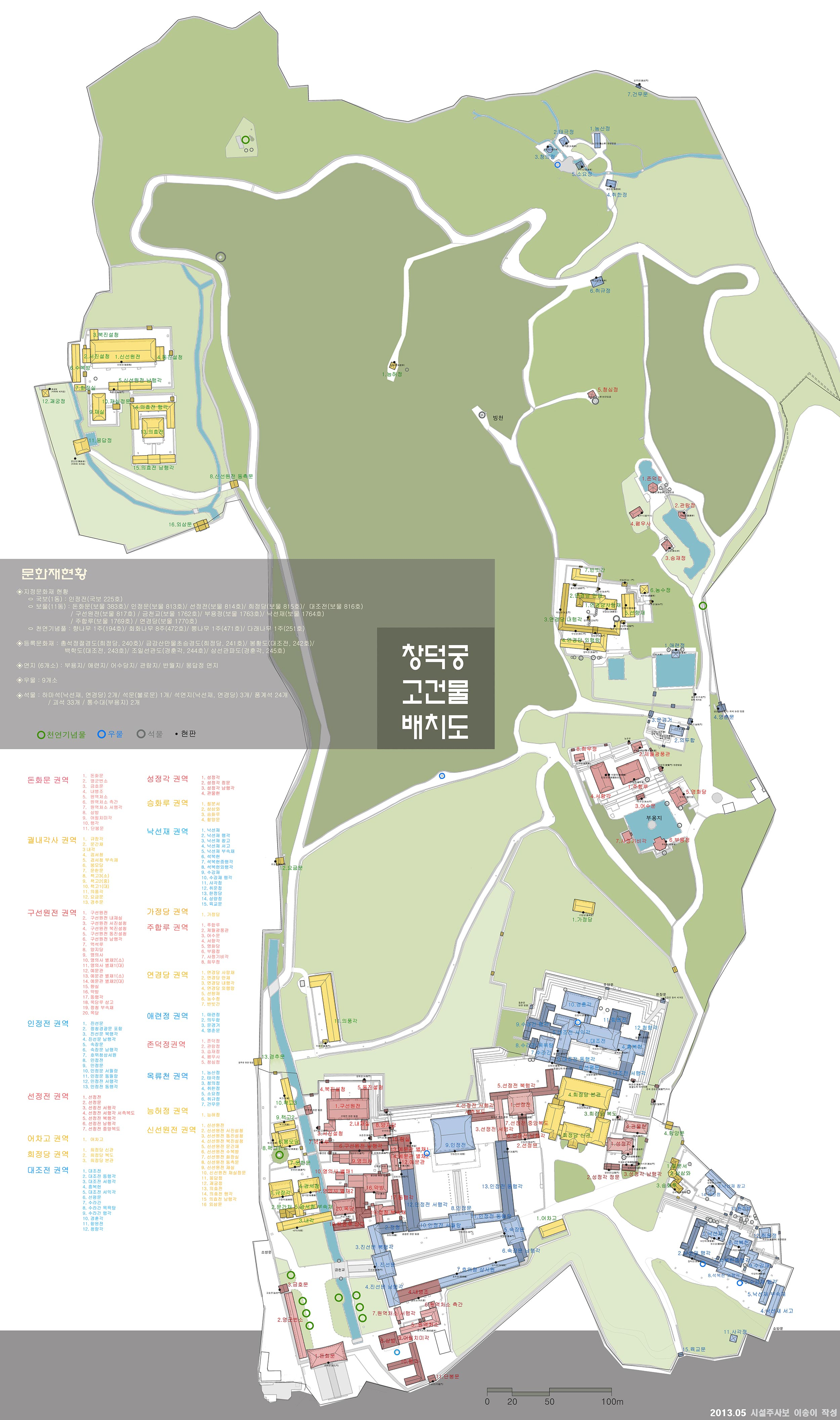
문화재청에서 생산한 창덕궁의 건물 배치도.

현재 창덕궁은 크게 인정전과 선정전을 중심으로 한 치조(治朝) 영역, 희정당과 대조전을 중심으로 한 침전 영역, 동쪽의 낙선재 영역, 그리고 북쪽 언덕 너머 후원으로 이루어져 있다. 창덕궁은 북쪽으로 산을 등지고 14만 5천여 평의 산자락에 자리 잡았으며,
북쪽 응봉의 지형에 따라 창덕궁의 정문인 돈화문과 정전인 인정전, 편전인 선정전 등 각 건물이 일정한 체계 없이 자유롭게 배치되어 있어 평지에 세운 경복궁과 대비된다. 그러나 언뜻 보아 무질서해 보이는 창덕궁의 건물 배치는 주변 구릉의 높낮이 뿐 아니라 그 곡선과도 조화를 잘 이루고 있으며, 풍수 사상에 따라 뒤에는 북악산 매봉이 있고 앞으로는 금천이 흘러 배산임수를 이루고 있다 또 궁궐의 앞쪽에는 공적인 공간을 두고 뒤쪽에는 사적인 공간을 두는 전조후침(前朝後寢)의 원칙에 따라 궁궐 앞에는 공적인 공간으로 궁궐의 으뜸 건물인 인정전, 임금의 집무실인 선정전, 임금을 보좌하는 여러 관청인 궐내각사(闕內各司)가 자리 잡고 있고, 뒷부분에는 임금과 왕실의 사적인 공간인 임금과 왕비의 처소가 있다.
선정전, 희정당, 낙선재 등 임금의 거처는 외부에서 침입하기 어렵도록 여러 겹의 건물과 마당으로 사방을 에워싼 소위 '구중궁궐'(九重宮闕)의 모습이다. 또 중희당, 연영합 등 세자의 거처는 '동궁(東宮)', 수강재와 같은 대비의 거처는 '동조'(東朝)라 하여 옛 법도에 따라 이들의 처소는 궁궐 동쪽에 두었다. 또 유교 이념에 따라 호사스럽기보다는 검소하고 질박한 궁궐 건축이 돋보인다.

### 돈화문과 주변
돈화문(敦化門)은 창덕궁의 정문이다. 조선 태종 12년(1412년)에 처음 세워졌으며, 지금의 돈화문은 임진왜란 때 불타버린 것을 선조 40년(1607년)에 재건하여 광해군 원년에 완공한 것이다. 이때의 모습이 현재까지 남아있어, 돈화문은 현존하는 궁궐 정문 가운데 가장 오래된 문으로 유일하게 정면이 5칸 규모로 되어 있다. 1963년에 대한민국의 보물 제383호로 지정되었다. 돈화문은 궁궐의 정문이나 창덕궁 서남쪽 모서리에 있는데, 그 이유는 산자락에 자리잡은 창덕궁의 지리적 특수성 때문이다. 궁궐 정면에는 북악의 매봉이 연결되어 있고, 이곳에는 조선의 가장 신성한 공간인 종묘가 있어 창덕궁의 정문이 들어설 수 없었다. 또 정궁인 경복궁과 위치상 가까우며, 예부터 대문에서 내당이 직접 보이지 않도록 배치하는 기법과도 관련이 있다.
돈화문은 화려하게 단청된 이층집으로, 남쪽으로 길게 뻗은 두 단의 월대(月臺, 궁궐의 주요 건물 앞에 돌로 쌓은 널찍한 대)위에 서 있다. 문 좌우로 궁궐 문을 지키는 수문장청(守門將廳)을 두었다 돈화문 월대 앞에는 임금이 가마를 탈 때 딛고 올랐던 노둣돌이 두 개 놓여있고, 가마를 올려 놓는 목마 두 개가 버티고 있었다. 계단을 밟고 월대에 오르면 임금의 길인 어도(御道)가 돈화문까지 한가운데로 뻗어있다. 궁궐의 정문을 크고 화려하게 지은 까닭은 문이라는 기본적인 기능과 더불어 이곳이 궁궐임을 나타내는 표시가 되기 때문이다.
원래 돈화문에는 종과 북을 매달아 날마다 정오와 인정 때에는 종을 울리고, 파루 때에는 북을 쳤다고 하나 지금은 모두 없어졌다. 지금의 돈화문 밖 모습은 옛 모습과 많이 다르다. 일제 강점기와 해방 이후에 도로가 거듭 포장되면서 우선 돈화문 월대는 그 앞을 지나는 율곡로에 막혀 있는데다, 월대 앞 지반을 높게 돋워 도로를 내는 바람에 월대는 도로면보다 낮아 마치 땅에 파묻힌 모습이다. 창덕궁과 종묘 사이를 가르는 도로는 1912년 일제가 계획하였으나, 종묘가 훼손될 것을 우려한 순종이 반대하여 건설이 미루어졌고, 순종이 세상을 떠나자 곧바로 공사가 강행되어 1932년에 도로가 났다. 또 돈화문 양 옆에 궁궐 문을 지키는 관청인 수문장청이 있는 행락이 있었으나, 지금은 모두 돌담으로 되어 있다. 그리고 원래 궁궐에서 빠져나온 금천의 시냇물이 문 오른쪽 담장을 따라 흘러 나왔으나, 지금은 사라졌다.
창덕궁 서쪽 담장을 따라 남쪽에는 금호문(金虎門), 북쪽에는 경추문(景秋門)이 있는데, 돈화문은 임금의 출입이나 국가의 큰 행사 때 쓰이던 상징적인 문이었으므로 평소에 신하들은 금호문으로 궁궐에 드나들었으며, 경추문은 평소에 닫혀있다가 군사를 동원할 때에만 쓰였다. 금호문은 1926년에 금호문 의거가 일어난 곳이기도 하다. 돈화문으로 들어서면 창덕궁의 첫 번째 마당이 나오는데, 마당 서쪽으로는 금호문을 중심으로 행랑이 늘어서 있고, 동쪽으로는 진선문(進善門)과 그 행랑, 북쪽으로는 내각(內各)과 옥당(玉堂)의 행랑으로 둘러싸여 있었다.
금호문을 중심으로 한 서쪽 행랑은 궁궐 외부와 경계를 이루며 의장고(儀仗庫), 무비사(武備司), 수문장청, 위장소(衛將所), 남소(南所), 훈국군파수직소(訓局軍把守直所) 등이 자리 잡고 있었다. 의장고는 의식에 쓰이는 물건이나 병장기를 보관하는 곳이며, 무비사는 궐내 순찰을 담당한다. 위장소와 남소는 군사를 지휘하여 궁내를 순시하거나 조정에서 연회나 경축 행사가 있을 때 그 주위에 정렬하는 오위장이 숙직하는 곳이며, 훈국군파수직소는 훈련도감의 군사들이 숙직하는 곳이다. 이렇듯 궁궐의 첫 번째 마당에서 외부와 접한 행랑은 주로 궁궐의 호위 임무를 맡은 장수와 군사가 머물렀으며, 외부의 침입에 대비하는 완충 공간으로서 기능하였다.
진선문과 연결된 동쪽 행랑에는 결속색(結束色), 정색(政色), 전설사(典設司)가 마당쪽으로 들어서 있었다. 결속색은 임금이 행차할 때 주변을 경호하여 사람들이 접근하지 못하게끔 막으며, 정색은 무관, 군사, 잡직을 임명하는 일 등을 담당한다. 전설사는 나라의 제사 때 필요한 장막을 공급하는 일 등을 맡았다.

#### 금천과 금천교
창덕궁의 금천의 이름은 금천(錦川)으로, 북영천이다. 금천은 궁궐을 드나드는 관리들이 맑고 바른 마음으로 나랏일을 살피라는 상징적인 의미를 가지고 있다. 돈화문 주면 마당에서 아직까지 남아있는 건물은 돈화문과 금호문, 금천교 정도이다. 그러므로 진선문과 그 행랑, 내각과 옥당의 행랑, 어도 등은 모두 1991년 이후에 복원한 것이다. 금천교(禁川橋)는 태종 11년(1411년)에 세워진 것으로 조선 궁궐에 남아있는 다리 가운데 가장 오래된 돌다리이다.
그러나 지금의 금천교는 원래 제자리에 있던 것이 아니다. 1902~1904년에 세키도 다다시가 찍은 '조선고적도보'에 나오는 금천교의 사진을 지금의 금천교와 비교해보면 오늘날 금천교의 위치가 북쪽으로 조금 옮겨진 것을 알 수 있다. 또 동궐도에는 금천교와 어도가 거의 직각으로 교차하는 것으로 나와 있으나 지금은 삐뚤어져 있다. 이는 현재의 금천교를 기준으로 어도를 복원했기 때문이다. 구한말과 일제강점기 당시 외국에서 도입된 자동차가 궁궐에 드나들 길이 필요하여 문턱이 없어지고 어도가 철거되는 등 궁궐 진입로가 변하였는데, 이러한 과정에서 금천교도 본래 자리에서 조금 옮겨졌다.

### 외전 영역
돈화문 주변 마당 동쪽에 나 있는 진선문으로 들어서면 궁궐의 두 번째 마당이 나온다. 이 곳은 인정전의 바깥 행랑과 더불어 사다리꼴 모양으로 되어 있어, '인정전 외행랑 뜰'이라고도 부른다. 마당의 서쪽 행랑은 첫 번째 마당쪽으로 서향하고 있으며, 남쪽 행랑에는 내병조(內兵曺), 호위청(扈衛廳), 상서원(尙瑞院)이 있으며, 동쪽 행랑에는 배설방(排設房)이 있다. 북쪽 행랑은 모두 인정전 마당을 향하고 있으며, 남쪽 행랑의 내병조 역시 남향하고 있어 진선문 쪽에서는 벽만 보인다.
호위청은 궁중의 호위를 맡아보는 군영으로 인조1년(1623년)에 인조반정을 주도한 공신 세력이 정치적인 목적으로 설치하였다. 상서원은 새보, 발병부, 마패, 절부월 등 각종 증명을 관장하는 기관이었다. 배설방은 전설사에 소속된 관청으로 궐내에서 임금이 주관하는 행사 때 햇볕을 가리기 위해 치는 천막인 차일(遮日)과 휘장을 치는 일을 맡았다.
인정전 외행랑으로 둘러싸인 두 번째 마당은 극도로 단순화되고 절제된 공간이다. 첫 번째 마당에서 이어진 어도가 진선문을 지나 두 번째 마당을 가로지르고 있다. 이러한 공간적 절제 덕분에 마당을 가로지르는 어도의 방향성이 더욱 강조된다. 이 마당은 북쪽의 인정문을 통하여 궁궐의 으뜸 공간인 인정전 마당으로 이어지고, 또한 동쪽 숙장문을 통해 궁궐의 깊숙한 영역으로 이어지는 전이의 공간이다.
이곳 두 번째 마당은 그 모양이 정형화된 직사각형이 아니라, 사다리꼴 모양으로 되어 있다. 진선문이 있는 서쪽 행랑은 길고, 숙장문이 있는 동쪽 행랑은 그보다 짧다. 이렇듯 건축 구조를 대칭적이고 반듯하게 세우는 일반적인 궁궐 건축과 달리 마당 모양이 사다리꼴을 이룬 까닭은, 동쪽 숙장문 쪽 바로 뒤에 종묘에 이르는 산맥이 뻗어 있어, 이곳으로 더 넓힐 수 없기 때문으로 보인다. 종묘는 역대 임금의 신위를 모시는 신성한 공간이며, 따라서 종묘를 받치고 있는 산의 뿌리를 훼손하면서 궁궐을 짓는다는 것은 용납될 수 없기 때문이다. 따라서 지형을 최대한 살리면서 넓게 쓸 수 있는 방법을 생각한 끝에 사다리꼴 마당이 생긴 것 같다. 그러나 세종 1년(1419년)에 당시 상왕이었던 태종이 인정문 밖 마당히 반듯하지 못한 책임을 물어 창덕궁 건설을 현장에서 지휘한 박자청을 하옥시킨 바 있다. 태종은 행랑을 다시 새우는 대신 담만 쌓게 하였는데, 그 후 어떤 논의가 있었는지는 알 수 없으나 박자청이 본래 의도한 대로 사다리꼴로 배치된 행랑이 오늘날까지 남아 있다.
인정전 외행랑 뜰과 인정전 마당을 연결하는 인정문은 새로운 왕이 즉위하는 곳이기도 하였다. 통상적으로 임금이 세상을 뜬 후 엿샛날 세자가 왕위에 오르는데, 임금이 나와서 조회하는 궁궐의 으뜸 건물인 정전의 정문에서 즉위하는 경우가 많았다. 이러한 관례에 따라 창덕궁에서는 효종, 현종, 숙종, 영조, 순조, 철종, 고종이 인정문에서 즉위하였다.
진선문과 인정문 주변은 일제 시대에 훼손되었다가 1996년부터 재건 공사를 시작하여 지금은 사방이 모두 행랑으로 둘러싸여 있다. 이곳에 복원된 행랑은 현재 기둥만 서 있고 빈 공간이나, 원래 이 곳은 호위청, 상서원, 배설방 등 관청이 있던 곳이라 행랑에는 방과 마루로 채워져 있었다.

#### 인정전 권역
인정문(仁政門)을 통해 인정전 마당으로 들어서면 세 단의 월대 위에 서 있는 인정전(仁政殿)이 보인다. 인정전은 태종 5년(1405년)에 창덕궁이 창건되면서 세워졌으나 몇 차례 화재가 일어나 다시 지어졌다. 지금 있는 건물은 순조 3년(1803년)에 불탄 것을 이듬해에 다시 지은 것이다.
창덕궁의 정전인 인정전(仁政殿)은 정면 5칸, 측면 4칸의 중층 팔작지붕 건물로, 밖에서 보면 2층이지만 내부는 천장이 높아 통칸으로 트인 1층 건물이다. 인정전은 궁궐에서 으뜸되는 건물로 궁궐의 권위를 나타내는 동시에 의식을 치르는 공간이었으므로, 외관이 주는 상징성에 초점이 맞추어 크고 높고 화려하게 지었다. 내부에는 임금의 자리인 어좌(御座)가 있고, 그 뒤로는 임금이 다스리는 삼라만상을 상징하는 병풍인 일월오봉도가 둘러쳐 있다. 어좌 위에는 보개(寶蓋)라 하여 별도의 천장을 설치하여 어좌의 공간적 차별성을 극대화하였다. 또 인정전의 천장 한가운데는 봉황을 조각하여 이곳이 임금의 공간임을 나타내고 있다. 1908년 무렵에 내부에 서양식 가구와 실내 장식이 도입되어 전돌 바닥 대신 서양식 마루를 깔았고 전등이 설치되었다. 또한 각 창과 문에는 커튼이 달려 있다. 1405년 처음 지어졌다가 1418년 다시 지어졌다. 이 후 임진왜란 때 불에 탄 것을 1610년 중건하였으나, 1803년 다시 소실되어 이듬해에 재건하였다. 1985년 1월 8일 국보 제225호로 지정되었다.
인정전의 월대를 오르는 계단 중간에는 답도(踏道)라 하여 평평한 돌에 도드라지게 문양을 새겨 장식을 하였다. 답도에는 구름 속을 나는 봉황 한 쌍이 새겨져 있다. 인정전은 월대 위에 서 있으며 봉황이 조각되어 천상의 세계로 묘사되는데, 이는 임금의 신성한 권력을 암시한다.
인정전 내부의 바닥은 원래 진흙으로 구운 네모난 벽돌이 깔려 있었으나 현재는 쪽마루가 깔려있다. 이는 인정전에 설치된 전기, 커튼, 유리창문 등과 더불어 구한말에 들어온 서양 문화의 영향을 받은 것이다. 현재 인정전 지붕 용마루에는 구한말부터 대한제국 황실의 문장으로 쓰였던 오얏꽃 문양 다섯 개가 금동으로 용마루를 장식하고 있는데, 원래는 없던 것으로, 언제 설치되었는지는 확실하지 않다.
인정전 서쪽 행랑에는 향실(香室)과 내삼청(內三廳)이 있다. 향실은 궁중 제사에 쓰이는 향과 축문을 담당하던 곳이다. 향실이 서쪽 행랑에 있는 것은 인정전 서쪽에 제례 공간인 선원전이 있기 때문이다. 내삼청은 금군삼청(禁軍三廳)이라고도 하며, 임금을 호위하고 궁궐을 수비하던 내금위(內禁衛), 겸사복(兼司僕), 우림위(羽林衛) 삼청을 이른다. 북행랑에는 과거를 담당하는 관청으로 추정되는 관광청(觀光廳)이 있었다. 이 곳에 관광청이 있는 것은 인정전 마당이 과거 시험을 보는 장소로 자주 이용되었기 때문이다. 인정전 마당에서는 주로 문과의 전시(殿試)가 거행되었고, 무과의 전시는 후원에 있는 춘당대에서 시행되었다. 동행랑에는 악기고(樂器庫), 육선루(六仙樓), 서방색(書房色)이 있으나, 모두 동족을 향하고 있어 인정전 마당을 등지고 있다.
인정전과 인정전 마당(조정)은 의식을 위한 공간이다. 외국 사신의 접견, 신하들의 조하(朝賀), 세자 책봉식, 왕실의 큰 잔치 등이 이곳에서 열렸다. 인정전 마당에서 의례를 거행할 때는 차일을 치는 경우가 많았다. 그래서 마당에 미리 쇠고리를 묻어 두어 여기에 줄을 묶어 쉽게 차일을 칠 수 있도록 하였다. 차일은 천으로 되어 있었는데, 주로 인정전 월대 위에 설치하여 의례의 주관자인 임금과 왕실 가족이 햇볕과 비를 맞지 않도록 하였다. 또 차일 밖의 공간과 구별하여 행사 공간에 위계를 부여하는 역할도 하였다.
인정문을 통해 들어온 어도는 인정전 마당에서 삼도로 바뀌어 월대로 이어지며, 마당 나머지 부분은 모두 자연석으로 된 박석(薄石)을 깔았다. 삼도 옆으로는 정조가 재위 1년(1777년)에 세운 품계석(品階石)이 두 줄로 세워져 있어 문신과 무신을 구분하며, 이 곳이 위계와 권위를 상징하는 엄숙한 공간임을 보여준다. 인정전 마당의 박석은 일제 강점기에 철거되어 잔디밭이 되었다가, 최근에 화강암을 가공한 박석을 깔아 옛 모습을 재현한 것이다. 인정전의 마당을 이루는 건물 중 인정전과 인정문만 원래 있던 것으로, 1910년대에 일제가 주위 행랑과 함께 일본식을 가미하여 변형한 것을 1988년에 원래 모습으로 복원하였다.

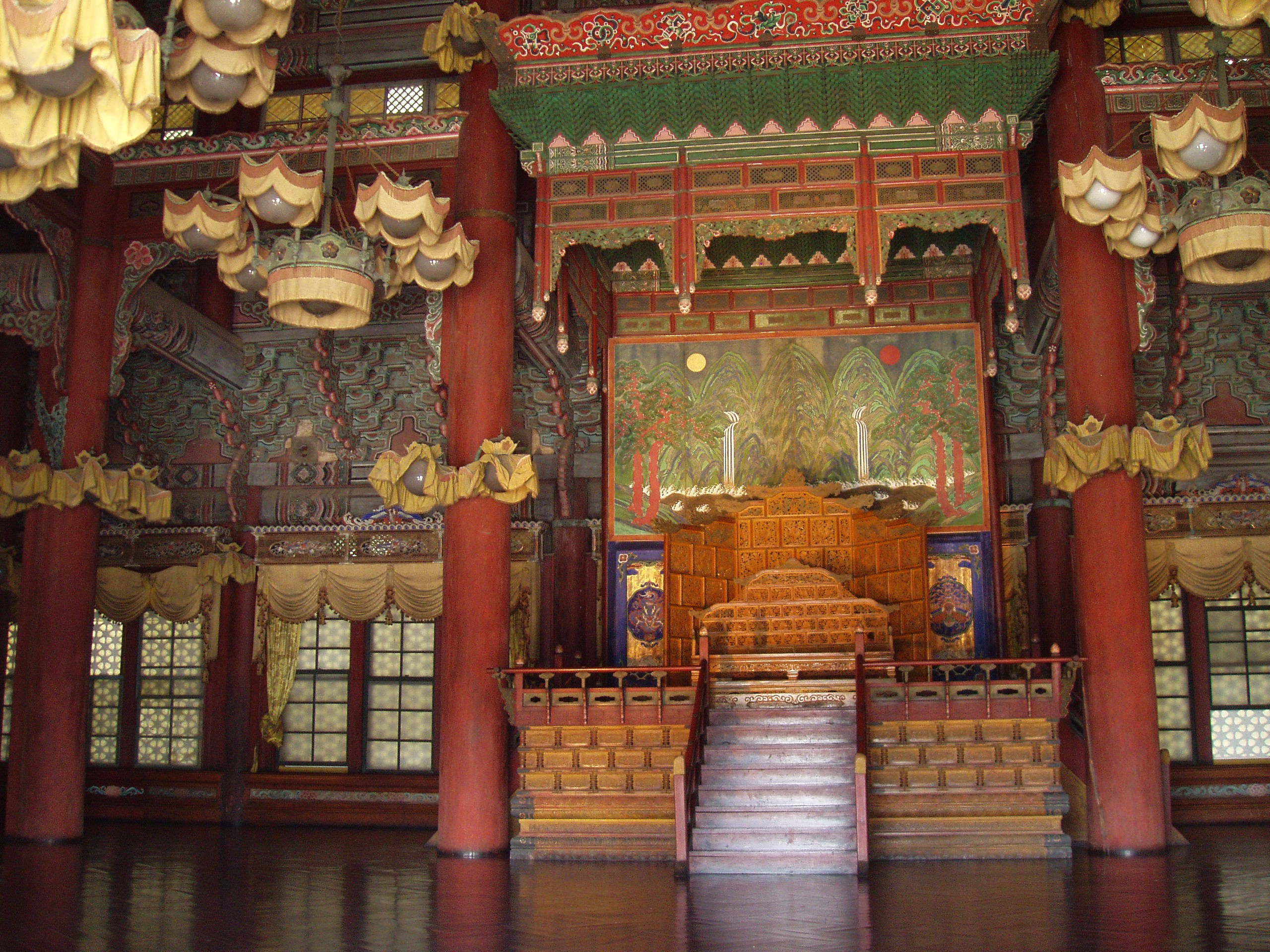
인정전 내부

#### 선정전
선정전(宣政殿)은 임금의 일상적인 집무 공간으로 쓰인 곳으로, 인정전 바로 동쪽에서 인정전과 나란히 남향하고 있다. 임금은 여기서 신하들과 나랏일을 의논하고 학문을 토론하며, 신하나 유생, 종친을 불러 시험을 치르기도 하였으며, 중국과 일본의 사신을 만나기도 하였다. 또 왕비나 왕족들과 크고 작은 연회를 열기도 하였다. 선정전은 인조 반정 때 불에 탄 뒤 인경궁의 편전인 광정전을 옮겨 지은 전각으로, 지붕은 푸른색 유리 기와를 덮었는데, 궁궐에 유일하게 현존하는 청기와 지붕이다.
인정전과 같이 의식을 위한 공간을 '정전'이라 하고, 선정전처럼 일상 업무를 위한 공간을 편전(便殿)이라 하였다. 정전인 인정전에 비하여 선정전은 건물이나 마당의 규모가 매우 작다. 다만 지붕을 청기와로 덮어 다른 건물과 구분했을 따름이다.
선정전은 특이하게도 정면에 지붕, 기둥만 있고 벽체는 없는 복도가 붙어있어 인정전으로 이어진다. 선정전 앞에 돌출된 전면 복도는 정조 사후 선정전이 혼전(魂殿)으로 쓰인 것과 관련이 있다. 선정전은 순조 즉위년(1800년)에 정조의 혼전으로 쓰인 이래 순조, 헌종, 철종 등 역대 임금의 혼전으로 쓰였다. 그리하여 선정전에도 혼전으로 활용하기 위하여 전면에 정자각(丁字閣)이 세워졌다. 순조 이후 선정전이 혼전으로 빈번하게 쓰이자, 편전의 기능을 잃고 침전 권역에 있는 희정당이 편전으로 쓰이게 되었다.
선정전 바닥에는 지금은 마루가 깔려 있으나, 원래 방전(方甎)이라 하여 네모난 벽돌이 깔려있었다. 선정전 바닥이 언제 마루로 변했는지는 아직까지 알려진 기록이 없다.
선정전 바로 앞에는 선전관청(宣傳官廳)과 장방(長房)이 자리 잡고 있는 마당이 동서로 길게 붙어 있었다. 선전관청에 근무하는 선전관은 숙직을 하면서 임금을 측근에서 호위하고 임금이 긴급하게 군사 지휘관을 소집하거나 군사를 동원할 때 연락을 담당하였다. 장방은 임금을 가까이서 모시는 내시를 일컫는 말로, 이들이 있던 곳도 장방이라고 하였다.
선전관청 남쪽으로 인정전 동쪽 행각에 붙어 남북으로 나란히 마당이 두 개 있다. 선전관청 바로 아래 마당에는 우사(右史)와 당후(堂后)가 있으며 마당 중간에는 문서고(文書庫)가 있다. 우사와 당후는 임금을 중심으로 조정에서 일어나는 모든 일을 기록하는 사관을 일컫는 말로, 사관이 머물던 곳이다. 사관은 임금 가까이에서 날마다 일어나는 모든 사실을 기록하여 실록을 편찬하는 자료가 되는 사초(史草)를 남겼다. 사초는 기록의 객관성을 확보하고 사관의 독립성을 보장하기 위하여 비록 임금이라도볼 수 없도록 금하였다. 우사와 당후에서는 임금을 중심으로 일어나는 사건을 날마다 기록하여 사초를 쓰는 곳이었으므로, 계속 생산되는 사초를 보관하고자 옆에 문서고를 세웠다.
우사와 당후가 있는 마당의 바로 남쪽 마당을 중심으로 은대(銀臺)와 상서성(尙書省), 육선루와 악기고, 대청(臺廳)이 사방으로 자리 잡고 있었다. 은대와 상서성은 도승지를 비롯하여 임금의 명령을 받드는 일을 담당하던 승정원의 다른 이름이다. 육선루는 승정원의 다락이다. 육선루와 나란한 누마루에는 악기고가 있었는데, 인정전 마당에서 행사가 있을 때 장악원(掌樂院) 악사들이 손쉽게 악기를 꺼내 쓸 수 있도록 배려하여 이곳에 보관한 것이다. 대청은 사헌부와 사간원 관리들이 임금의 옳고 그름을 아뢸 일이 있을 때 모이던 곳이었다. 우사, 당후, 은대, 대청이 있는 마당 오른쪽에는 장방, 궁방(弓房), 주원(廚院), 공상청(供上廳), 서리방(書吏房), 정청(政廳), 대은원(戴恩院), 등촉방(燈燭房), 사알방(司謁房), 소주방, 내반원(內班院) 등이 각자 작은 마당을 이루고 있다. 주원은 사옹원(司甕院)의 다른 이름으로 왕의 식사와 궐내 음식 공급 등을 담당하였다.
궁방은 활과 화살촉, 등촉방은 등불과 촛불을 관장하는 관청으로 내시부(內侍府)에 속한다. 사알방은 액정서에 소속된 정6품 잡직 관원으로 항상 임금 곁에 있으면서 임금의 명령을 전달하고 신하들이 임금을 알현하는 것에 관한 일을 사알(司謁)하는 곳이었다. 서리방은 궁궐내 각 기관의 하급 관리인 서리(書吏)가 머물던 곳으로, 이들은 문서 처리, 기록, 연락 등 행정 실무를 맡아보았다. 정청은 이조의 당상관 및 병조판서 등 문무관을 선발하는 지위에 있는 사람들이 궁중에서 사무를 보던 곳이다.
소주방은 임금의 식사를 비롯한 궐내의 더운 음식을 만드는 곳이다. 내반원은 환관들의 관청인 내시부의 다른 이름으로, 궐내 음식물 감독, 명령 전달, 궁문 수직, 청소 등의 임무를 맡았다. 궁궐의 자질구레한 일을 담당했던 이런 기관들이 임금의 집무 공간인 선정전에 조밀하게 모인 까닭은 임금의 거처를 여러 겹의 마당과 건물과 에워싸기 위해서였다. 이는 외부의 침입으로부터 임금을보호하는 동시에 임금의 편의와 관련된 이들의 역할이 고려되었기 때문이다.
그러나 지금은 이런 관청이 있는 전각이 모두 없어지고 빈 땅으로 남아 선정전이 외부에 그대로 드러나 있다. 현재 이 곳에는 선정전만 원래대로 남아있고 선정전 앞의 정자각과 선정문 그리고 선정전을 홑겹으로 둘러싸고 있는 담장은 모두 최근에 복원된 것이다.

### 내전 영역

#### 희정당
선정전 동쪽으로 내전 일곽이 전개되는데, 임금과 왕비의 생활 공간인 침전이 있는 곳으로 마당과 이를 둘러싸고 있는 집들이 중첩되어 있어 궁궐에서 가장 접근하기 힘든 곳이었다. 선정전 동쪽으로 맨 앞에는 임금의 거처인 희정당(熙政堂)이 있고, 그 뒤쪽으로는 임금과 왕비의 침전인 대조전이 있으며 그 뒤 북서쪽에는 경훈각이 자리 잡고 있다. 희정당 동편에는 성정각(誠正閣) 등 부속 건물이 있으며, 그 동편으로는 담장을 경계로 왕세자의 처소였던 동궁과 창경궁이 접해 있다.
희정당은 선정전과 더불어 임금의 집무 공간이었다. 희정당은 선정전보다 편안한 업무 공간으로, 선정전은 건물의 최고 위계를 나타내는 '전'(殿)인데, 희정당은 그 다음 위계인 '당'(堂)이라는 점도 이를 뒷받침한다.
희정당은 네 귀에 모두 추녀를 단 팔작지붕을 얹고 있으며, 처마의 무게를 받치는 공포가 새 날개 모양인 익공(翼工) 양식을 썼다. 임금의 거처답게 거의 담 높이에 이르는 높은 돌기둥 위에 세워져 있어, 이를 에워싸고 있는 주변 행랑과 확인히 구별되었으며, 그리 넓지 않은 마당 한쪽에 하월지(荷月池)라는 네모난 연못이 있고 등을 두어 밤에 마당을 밝힐 수 있게끔 하였다. 희정당 남쪽에는 숙종 13년(1687년)에 세워진 제정각(齊政閣)이 있었다. 여기에 천체를 관측하는 선기옥형(璇璣玉衡)을 설치하고 임금이 천체를 관찰하여 하늘의 도를 본받기에 힘썼다고 한다.
동궐도에서 희정당은 정면 5칸 규모의 건물이 높은 돌기둥 위에 서 있고, 기단 서쪽 한 곳에는 아궁이가 보이며, 건물 동쪽에는 연못이 있었던 것으로 나온다. 현재의 전각은 정면 11칸, 측면 5칸 규모로, 정면 9칸, 측면 3칸 주위로 툇간을 설치하여 통로로 썼다. 정면에서 가운데 3칸의 주칸은 좌우의 주칸보다 넓고 우물마루를 깔아 전체를 튼 통칸으로 서양식 접객실로 만들었고, 서쪽 3칸도 통칸으로 만들어 회의실로 꾸몄으며, 동쪽은 여러 개의 방으로 나누었고, 동서쪽 양 옆칸 뒤쪽에 골방과 목욕탕 등을 설치하여 용도에 맞게 썼다.

#### 대조전
궁 밖에서 대조전까지 가려면 돈화문과 진선문, 숙장문을 지나 적어도 5개 이상의 문을 더 통과해야만 하였다. 희정당에서 대조전의 정문인 선평문(宣平門)까지는 행랑으로 연결되어 있고, 선평문에서 대조전 월대까지는 어도가 깔려있어 두 건물 사이를 오가는 데 배려하고 있다. 대조전(大造殿)은 왕비의 생활 공간이자 임금과 왕비의 침전이었다. 대조전은 왕실의 대통을 이을 왕자를 생산하기 위하여 좋은 날을 골라 임금과 왕비가 동침하는 장소였다. 성종, 광해군, 인조, 효종, 철종, 순종 등이 거처하였으며, 순조의 세자 효명세자가 태어난 곳이다. 또 폐비 유씨, 효현왕후, 효정왕후 등 왕비들이 거처한 곳이기도 하다.
대조전은 인조 때 재건될 당시 45칸 규모의 건물이었으나, 현재는 정면 9칸, 측면 4칸인 36칸으로 줄었다. 가운데 정면 3칸, 측면 2칸은 통칸으로 하여 거실로 삼았으며, 거실의 동ㆍ서쪽으로 각가 정면 2칸, 측면 2칸을 통칸으로 하여 왕과 왕비의 침실을 두었다. 거실의 앞 퇴칸은 월대로 출입하도록 하였고, 뒤 퇴칸은 후원으로 출입할 수 있게 하였으며, 각 침실 측면과 뒷면에는 작은 방을 두어 시종들의 처소로 삼았다. 현재 거실의 바닥은 마루를 깔고 큰 의자를 두었으며, 침실과 작은 방은 온돌로 꾸몄다.
대조전에는 희정당보다 훨씬 넓은 앞마당과 뒷마당이 있다. 대조전의 높고 넓은 월대는 삼면이 모두 화려한 휘장문이 있는 녹색 판장(板牆, 나무판으로 된 담)으로 둘러싸여 있어 왕비의 활동이 외부로 노출되지 않도록 가렸다. 대조전의 뒷마당은 넓고 화려하다. 여기에 징광루와 집상전이 있고, 대석 위에 올려진 세 개의 괴석과 석분에 심은 작은 소나무로 장식되어 있었다. 또 경사지에는 큰 돌을 다듬어 계단식 석축을 쌓고 꽃나무를 심는 화계를 설치하여 궁궐에서 갇혀지내는 왕비의 단조로운 생활을 배려하였다.
대조전 뒤쪽으로는 수라간이 위치해 있으며 더 안쪽으로는 2층 건물인 장광루(澄光樓)와 경훈각(景薰閣)이 있다. 그 바로 오른쪽에는 대비의 처소인 집상전(集祥殿)이 있었다. 이 건물들은 광해군 15년(1623년)에 인조반정으로 모두 불탄 뒤 인조 25년(1647년)에 옛 모습으로 다시 지은 것이다. 현재 남아있는 경훈각은 원래 2층 건물로 위쪽 건물은 징광루라고 하였다. 이 건물은 높은 월대 위에 올려진 이층집으로 청기와로 지붕을 덮어 모습이 화려하였다. 경훈각은 1층이므로 온돌방이 있으나, 징광루는 2층이어서 마루로 되어 있어서, 가을과 겨울에는 온돌로 따듯한 경훈각을 주로 이용하고 봄과 여름에는 시원한 누마루가 있는 징광루를 썼다.
순조 33년(1833년)에 까닭 모를 화재로 희정당과 대조전을 비롯하여 징광루, 양심합(養心閤) 등이 불타 재건된 바 있다. 현재의 희정당과 대조전 일대는 원래의 모습이 아니다. 이 구역은 일제강점기였던 1917년에 화재로 불타 1920년에 새로 지었다. 불이 나고 나흘 뒤 이왕직에서는 조선총독부와 협의하여 새 궁전은 "조선식으로 하되 서양식을 참조"하기로 결정하고, 건물을 다시 짓되 경복궁에 있는 여러 전각을 헐어다 짓기로 하였다. 그리하여 강녕전은 희정당으로, 교태전은 대조전으로, 건순각은 흥복헌으로, 만경전은 경훈각으로 옮겨 지어졌다. 당시 화재로 주요 전각 뿐 아니라 궁중의 가구와 집기와 오래된 유물도 모두 소실되었다. 원래 대조전은 지붕이 일자형식이 아닌 솟을지붕 형식이었으며 뒤에 집상전도 있었으나 복원되지 못하였다. 사실상 집상전자리에 현 대조전이 있다고 볼 수 있다. 현재 화계뒤로 후원으로 가는 문이 있다. 이 문뒤에는 잔디밭이 있고 그 한가운데 덕수궁에서 옮겨온 가정당이 홀로 외로이 서있다.

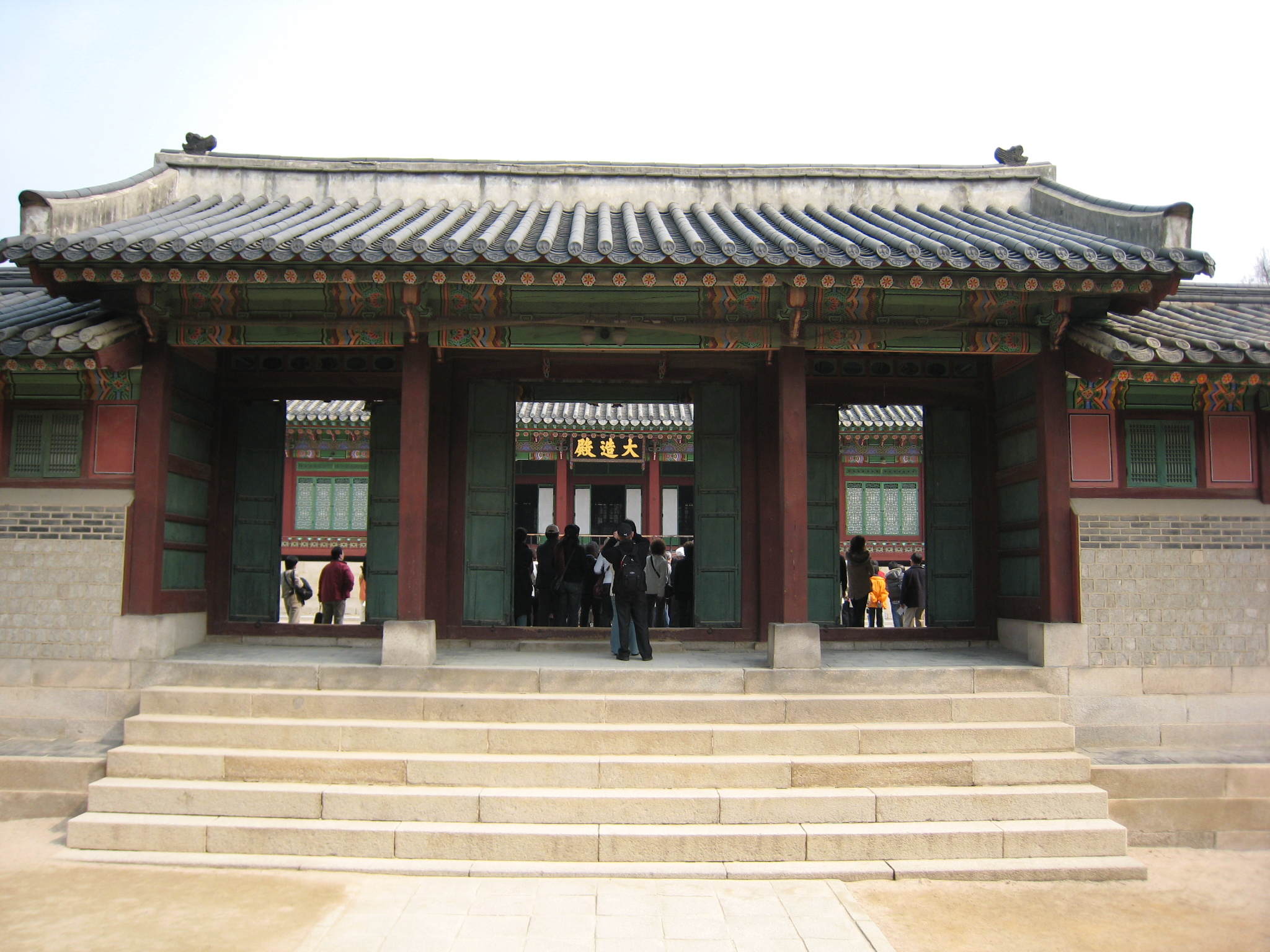
선평문 뒤로 대조전이 보인다.

### 동궁 영역

#### 성정각과 관물헌 일대
성정각은 세자의 독석처로 여겨진다. 한때는 임금의 편전으로 쓰이기도 하였으며 조선 말기때는 내의원으로도 사용되기도 했었다. 동편에는 희우루라는 2층 누각이 있으며 1층은 현재 개방되어 있으나, 과거에는 닫힌 공간이었다.

### 낙선재 영역
낙선재(樂善齋)는 헌종 13년(1847년)에 중건된 창덕궁의 건물로, 이 일대에는 숙종, 정조, 헌종 때에 지어진 소박한 건물들이 자리 잡고 있었다.
낙선재는 창덕궁의 동남쪽과 창경궁이 연결되는 부근에 자리 잡고 있는데, 궁궐지(宮闕志)에는 창경궁에 속한 건물로 기록되어 있다. 승정원일기와 낙선재 상량문(上樑文)에는 헌종 13년(1847년)에 낙선당 옛터에 건물을 세웠다는 기록이 남아 있다. 낙선재는 헌종이 후궁이었던 경빈 김씨를 위해 지은 것으로 헌종은 낙선재에서 경빈김씨는 석복헌에 머물렀다고 지내진다. 여기서 낙선재의 의미는 선한일을 즐겨한다는 의미이고 석복헌은 복을 준다는 뜻으로 후사를 기원하는 의미라고 한다. 1926년 순종이 승하하자, 계후인 순정효황후(윤황후)가 이곳에서 여생을 보냈고, 이방자도 이곳에서 살다가 1989년에 죽었다.
낙선재는 세 영역으로 구성되었다. 서쪽에 낙선재가 있고, 그 동쪽에는 낙선재와 건립 시기가 비슷한 석복헌(錫福軒, 1848년 8월 11일 중수)이 있으며, 다시 그 동쪽으로 1820년대 이전에 세운 것으로 추정되는 수강재(壽康齋, 1848년 8월 11일 중수)가 있는데, 이 건물들이 있는 영역을 통틀어 흔히 낙선재라고 부른다. 낙선재는 임금이, 석복헌은 왕비가, 수강재는 대비가 거처하던 곳이다.
낙선재는 조선 시대 궁궐의 침전 건물에서 볼 수 있는 좌우 대칭의 평면 형식에서 벗어나 온돌과 마루를 생활 방식과 기능에 맞게 구성한 점이 돋보이며, 다양한 외관과 창호 형식, 그리고 후원의 계단식 화단이 빼어나다. 화계 위에는 취운정(翠雲亭), 한정당(閑靜堂)이 있으며, 그 위에 상량정(上凉亭), 칠분서(七分序), 만월문(滿月門), 삼삼와(三三窩), 승화루(承華樓)와 그 일곽이 있다. 이방자가 세상을 떠난 뒤 낙선재 일곽에 보수와 복원 작업이 이루어져, 1996년부터 일반에 공개되었다. 승화루는 원래 소주합루라 불렀으나 훗날 승화루라고 이름이 바뀌었고 아래는 의신합이라는 방이었으나 현재는 열린 공간이 되어있다. 중희당과 삼삼와라고 불리는 육각정과 연결시켜 주는 칠분서라는 월랑이 있다. 상량정은 원래 평원루였으나 이름이 바뀌었다.

### 궐내각사 영역

#### 어차고 (빈청)
어차고(御車庫)는 숙장문 동쪽으로 작은 동산 기슭에 자리 잡고 있으며, 구한말 순종이 타던 신식 자동차를 보관하는 차고였다. 현재 어차는 국립고궁박물관에 전시되고 있다.
원래 이 건물은 비변사의 부속기관인 빈청(賓廳)으로, 건물의 이름은 비궁당(匪躬堂)이었는데 대신들과 비변사의 당상관들이 임금을 만나기 전에 대기하는 곳이었다. 비궁당 뒤에는 측간(厠間)이라 하여 화장실이 있었으며, 동쪽과 남쪽에는 동산이 둘러싸고 서쪽과 북쪽에는 담장을 둘렀다. 그러나 한일병합 이후 어차고로 개조되었다가 현재는 카페로 변했다. 차량은 경복궁 고궁박물관에 소장되어있다.

### 기타
일제시대에 만들어진 의풍각(儀豊閣)이 있다. 얼마전 의풍각에서 임금의 관인 재궁이 발견되어서 공개된적이 있다. 의풍각은 궐내각사(闕內各司) 북쪽에 위치한다. 그 이외에 진선문(進善門) 남쪽 내병조(內兵曹) 연치미각(輦致美閣) 교자고(轎子庫) 원역처소(員役處所) 전설사(典設司) 등 구역으로 나눌 수 있다.

## 천연기념물
궁궐 내에는 수명이 오래된 나무들이 많아 천연기념물로 지정되기도 하였다.
- 돈화문 주변 회화나무 - 천연기념물 472호
- 구선원전 부근 향나무 - 천연기념물 194호
- 후원 뒷편 다래나무 - 천연기념물 251호
- 관람지 입구 뽕나무 - 천연기념물 471호

## 관람 정보
궁궐관람제도가 개편됨에 따라 2010년 5월 1일부로 전각구역은 자유관람이며, 후원은 별도 요금으로 시간이 제한된 관람이 실시되고 있다.
종묘 및 4대 궁궐(경복궁, 창경궁, 덕수궁, 창덕궁)를 모두 관람할 수 있는 통합관람권으로도 입장이 가능하다. 또한, 함양문을 통해 창경궁과 연계관람이 가능하다.
- 달빛기행

창덕궁 달빛기행은 조선시대 궁궐 중 가장 아름다운 곳으로 꼽히는 창덕궁에서 매월 음력 보름을 전후해 은은한 달빛 속의 정취와 함께 진행된다. 아름다운 야간조명과 함께 국가의 중심공간으로서 위엄과 다채롭고 소소한 일상공간으로서의 모습을 함께 느끼며 돌아볼 수 있는 기회가 될 것이다. 창덕궁 달빛기행은 청사초롱으로 길을 밝히고 전문해설사의 안내로 창덕궁의 밤풍경을 거닐며 후원을 포함하여 각 전각을 돌아본다.
전각과 후원을 돌아본 후 연경당에서는 차 한 잔의 여유와 다과를 즐기며 전통공연을 관람하는 시간을 가지며 만들어낸다. 과거 우리 선조들이 보아오던 창덕궁의 고즈넉한 야경과 그때와 변함없는 보름달의 아름다움이 되살아나는 시간이 된다.
창덕궁 달빛기행은 매년 봄 가을에 열리고 있다.

## 같이 보기
- 창덕궁 후원 (비원)
- 돈화문
- 인정전
- 경복궁
- 창경궁
- 경희궁
- 덕수궁
- 종묘

## 주해
1. ↑  人定, 밤에 사람이 거리에 다니는 것을 금하기 위해 밤마다 이경(오후 10세)쯤에 종을 스물 여덟 번씩 치던 것.
2. ↑  破漏, 오경(새벽 4시경)에 통행금지를 해제하기 위해 종을 서른 세 번 치던 것으로 서울에서는 북을 쳐서 해제하였다.
3. ↑  1902~1904년에 세키노 다다시가 찍은 조선고적도보에 나오는 인정전 사진에는 용마루에 오얏꽃 문양이 나오지 않는다. 이 문양이 조선 왕실이 자주적으로 도입한 것인지, 일본의 입김으로 만든 것인지는 알 수 없다. 최종덕, 43쪽.
4. ↑  인정전 마당이 과거 장소로 이용되었다는 기록은 조선왕조실록에서 자주 나온다. 세종은 전시 중에 부정행위를 못하게 조치를 취하라는 지시를 하였고, 광해군은 인정전에서 전시를 여러 번 실시하여 매우 더러워졌으니 시험 보는 사람들이 함부로 소변보는 일 따위를 엄금하라는 명령을 병조에 내리고 있다.
5. ↑  三道, 임금의 길인 어도가 중간에 있고, 양 옆으로 신하의 길인 신하의 길인 신도(臣道)가 있는 길.
6. ↑  당시 청기와는 대단히 비싼 건축 재료였다. 연산군은 재위 11년(1505년)에 사찰에도 청기와를 잇는 곳 많다면서 인정전과 선정전을 모두 청기와로 덮을 것을 지시하였으나, 이듬해 중종반정으로 실현되지 못하였다. 광해군 때도 영건도감에서 청기와를 굽는 데 필요한 물품 구입을 청하여 임금이 허락한 것을 두고 사관이 비판한 글이 실록이 실린 바 있다. 최종덕, 77쪽.
7. ↑  임금이 세상을 떠나 시신이 5개월가량 빈전(殯殿)을 정하여 그 곳에 안치하였다가, 시신이 무덤에 안치되면, 다시 적당한 건물을 정해 신주를 모시는 곳이 혼전이다. 혼전은 대략 26개월 정도 유지된다. 혼전이 설치되면 날마다 여러 의식에 거행되며, 이를 위해 혼전 바깥에 제물을 준비하고 제사상을 차리는 진설청이 설치된다. 진설청을 설치하기 위하여 혼전의 직각 방향으로 행랑을 세우게 되는데 이를 정자각이라고 하였다.
8. ↑  효종실록에 기록된 영돈녕부사 김육의 상소문에서 당시 임금의 거처를 짓는 원칙을 엿볼 수 있다. 김육은 상소문에서 "대개 제왕의 거처는 깊숙하게 하려고 하기 때문에 아홉 격으로 안을 장업하게 하고 빙 둘러 건물을 밖에 나열한다"라고 밝히고 있다. 최종덕, 87.
9. ↑  궁궐지에서는 희정당을 이르러 "편전으로 일 보던 곳"이라 설명하고 있고, 신증동국여지승람에서는 "여러 신하들이 한가로이 접견하는 곳"이라고 밝히고 있다. 최종덕, 93쪽에서 재인용.

## 참고 문헌
- 《동궐도》 - 국보 249호, 고려대박물관 소장
- 이상해, "궁궐ㆍ유교건축", 서울: 솔 출판사, 2004.
- 신영훈, 《조선의 궁궐》, 조선일보사, 1998년.
- 최종덕, "조선의 참 궁궐 창덕궁", 서울: (주)눌와, 2006.
- 한영우, "조선의 집 동궐에 들다", 열화당/효형출판 2006.